# Gnjica
Gnjica je rječica u Bosni i Hercegovini. Izvor Gnjica je neposredno blizu prijevoja Površnice (507 m), koji je između vrhova Međednika (843 m) i Busije (845 m). Teče naboranim kompleksom sjeverne Majevice, odnosno sjevernim padinama Majevice gdje nagib postupno opada pa su kose i brda nešto duže i druga je po važnosti rijeka ovog dijela Majevice. Teče ka Savi. 
Izvire neposredno kod prijevoja Površnice. U Gnjicu se ulijevaju Sojički potok i Čelićka rijeka. 
Teče kroz Lopare. Gnjica se proteže ispod naselja Čelića i dotječe iz pravca Lopara. Čelić je smješten gdje se sastaju rijeke Šibošnica i Gnjica. Šibošnica i Gnjica se zajedno ulijevaju u Savu.
Gnjica je danas samo u najgornjem toku bistri planinski potok. U donjem toku ekološki je devastirana. Nekad je bila bogata ribom, a njene obale bile su omiljeno izletište djeci i odraslima. Danas je zagađena skoro od izvora i ruglom je Lopara. Obale su prepune smeća. Čak ni oborine ne pridonose poboljšanju kvalitete vode. Makar kiše bile čiste, svaka kiša ispire otpad u korito.
Uz ekološki neugrožni obale Gnjice kod Brnjika, Ratkovića i Čelića su nasadi jagoda, kao i uz obližnju rječicu Šibošnicu.